# Złożenie funkcji

Ilustracja złożenia dwóch funkcji

Diagram przemienny przedstawiający złożenie funkcji lub innych strzałek

Złożenie funkcji, superpozycja funkcji – podstawowa operacja w matematyce, polegająca na tym, że efekt kolejnego stosowania dwóch (lub więcej) funkcji (ze zbioru w zbiór), a także przekształceń, odwzorowań, transformacji, relacji dwuargumentowych, traktuje się jako wynik stosowania jednej funkcji (lub relacji) złożonej.

## Definicja
Niech {\displaystyle f\colon X\to Y} oraz {\displaystyle g\colon Y\to Z} będą dowolnymi funkcjami. Ich złożeniem nazywamy funkcję {\displaystyle h\colon X\to Z} taką, że:
{\displaystyle h(x)=g\left(f(x)\right)} dla {\displaystyle x\in X.}
Funkcje {\displaystyle f} oraz {\displaystyle g} nazywa się funkcjami składanymi, zaś {\displaystyle h} nosi również nazwę funkcji złożonej.
Składanie dwóch funkcji można traktować jako operator dwuargumentowy, oznaczany {\displaystyle \circ .} Dla powyższych funkcji
{\displaystyle h=g\circ f,}
zatem dla dowolnego {\displaystyle x} z dziedziny funkcji {\displaystyle f} mamy równość:
{\displaystyle h(x)=g\left(f(x)\right)=(g\circ f)(x).}

## Własności

Składanie funkcji nie jest przemienne – przykładowo obrót i ścinanie nie komutują, tzn. wykonanie ich w różnej kolejności daje różne wyniki

Łączność operatora składania oznacza, że {\displaystyle f\circ (g\circ h)=(f\circ g)\circ h,} czyli złożenie funkcji nie zależy od kolejności obliczania kolejnych złożeń. Stąd uprawniony jest zapis {\displaystyle f\circ g\circ h.}
Istotną cechą złożenia funkcji, czyli immanentną cechą operatora {\displaystyle \circ ,} jest nieprzemienność. Złożenie {\displaystyle g\circ f} oznacza relację: {\displaystyle g} «po» {\displaystyle f,} {\displaystyle g} «z» lub «dzięki» {\displaystyle f,} czy też {\displaystyle g} «wskutek» lub «utworzony z» {\displaystyle f} (ang. after, of, following, composed).
Tak więc złożenie {\displaystyle g\circ f} nie jest tożsame z {\displaystyle f\circ g.} Jest to (wyjątkowo) możliwe tylko wtedy, gdy zbiór {\displaystyle X} jest tożsamy z {\displaystyle Z.} Mamy wówczas {\displaystyle f\circ g\colon Y\to Y,} a w takim przypadku {\displaystyle f\circ g} na ogół różni się od funkcji {\displaystyle g\circ f.}

### Przykład
Niech {\displaystyle f\colon \mathbb {R} \to \mathbb {R} ,f(x)=2x+1} i {\displaystyle g\colon \mathbb {R} \to \mathbb {R} ,g(x)=x^{2}.}
Wtedy
{\displaystyle (g\circ f)\colon \mathbb {R} \to \mathbb {R} ,\;(g\circ f)(x)=(2x+1)^{2}=4x^{2}+4x+1,}
natomiast
{\displaystyle (f\circ g)\colon \mathbb {R} \to \mathbb {R} ,\;(f\circ g)(x)=2(x^{2})+1=2x^{2}+1.}
Widać, iż {\displaystyle g\circ f} jest inna niż {\displaystyle f\circ g.}

## Struktura grupy

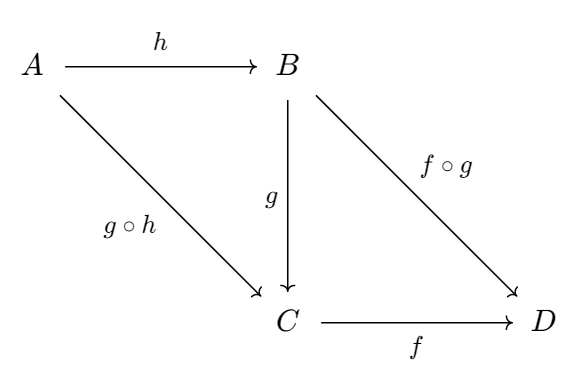
Diagram przemienny przedstawiający łączność złożenia: Takie diagramy są używane głównie w teorii kategorii

Operacja składania funkcji jest jednym z najważniejszych działań na funkcjach: na wielu interesujących matematyków zbiorach funkcji w naturalny sposób określa ona strukturę półgrupy lub grupy.

### Przykład
- {\displaystyle \Sigma _{X},} czyli grupa symetryczna danego zbioru {\displaystyle X,} oznaczana również przez {\displaystyle S_{X}} albo {\displaystyle \operatorname {Sym} (X),} czyli grupa wszystkich bijekcji {\displaystyle f\colon X\to X.}
- Zbiór wszystkich odwzorowań {\displaystyle f\colon X\to X} jest półgrupą, a nawet monoidem, w którym rolę elementu neutralnego pełni odwzorowanie tożsamościowe.

### Składanie funkcji samej ze sobą
Jeżeli {\displaystyle f\colon X\to X,} to można wykonać złożenie {\displaystyle f} samą ze sobą – otrzymaną funkcję {\displaystyle f\circ f} oznacza się zazwyczaj {\displaystyle f^{2}.} Analogicznie, {\displaystyle f^{3}=f\circ f\circ f} itd. Takie wielokrotne składanie nazywa się iteracją.
Dodatkowo funkcję {\displaystyle f,} dla której {\displaystyle (f\circ f)(x)=x} nazywamy inwolucją; jej przykładem w geometrii jest inwersja.
Tradycyjnie {\displaystyle f^{2}} jest czasami rozumiane w inny sposób: mianowicie jako zwykły iloczyn funkcji (nazywany też iloczynem punktowym), czyli {\displaystyle f^{2}(x)=f(x)\cdot f(x)} dla każdego {\displaystyle x\in X.} W szczególności umowa ta dotyczy funkcji trygonometrycznych, np. we wzorze: {\displaystyle \sin ^{2}x+\cos ^{2}x=1} zapis {\displaystyle \sin ^{2}x} oznacza właśnie {\displaystyle \sin x\cdot \sin x=(\sin x)^{2}.}